# Dąbrowa-Dołęgi
Dąbrowa-Dołęgi is een plaats in het Poolse district  Wysokomazowiecki, woiwodschap Podlachië. De plaats maakt deel uit van de gemeente Szepietowo en telt 120 inwoners.